# Quadratschrift
Die Quadratschrift כְּתָב מְרֻבָּע (ketav merubba) ist die heute übliche Variante des hebräischen Alphabets, deren Ursprünge etwa ab 500 v. Chr. nachweisbar sind und aus dem phönizischen Konsonantenalphabet über die aramäische Schrift abgeleitet wurden. Die andere Bezeichnung כְּתָב אַשּׁוּרִית (ketav aschschurit), also assyrische oder chaldäische Schrift weist auf die Ursprünge im Exil hin, von wo sich allmählich die neue Schrift ausgebreitet hat. Die hebräische Sprache wurde am Beginn der Schriftlichkeit ungefähr zu Beginn des 1. Jahrtausends v. Chr. mit der phönizischen Schrift geschrieben, die sich zur sehr ähnlichen althebräischen Schrift weiterentwickelte. Mit dem Aufkommen des Aramäischen als offizielle Verkehrssprache zur Zeit der Achämeniden und im Babylonischen Exil verbreitete sich die aramäische Schrift und trat immer mehr in Konkurrenz zur althebräischen Schrift. Später wurde sie weiterentwickelt zur Quadratschrift. Erste Beispiele entstammen der Zeit der Makkabäer (167–161 v. Chr.). Die erste datierte Handschrift stammt aus dem Jahr 896 n. Chr. Den Namen Quadratschrift hat diese Schrift, weil jedes Zeichen genau in ein Quadrat oder in ein halbes Quadrat passt und sich die Linienführung der Buchstaben mit hauptsächlich waagerechten und senkrechten Strichen in den meisten Fällen am Quadrat orientiert.
Zur Vokalisation wurde die Quadratschrift später mit Punkten und Strichen ergänzt, wobei es mehrere konkurrierende Systeme gab. Die Punktierung der masoretischen Vokalisation nennt sich Nikud. Hinzu kommen die Teamim genannten Artikulationszeichen, die den musikalischen Vortrag im jüdischen Gottesdienst festlegen.

## Stile
Die wichtigsten Stile der Quadratschrift sind:
- Ägyptischer Stil
- Babylonischer Stil
- Persischer Stil
- Jemenitischer Stil
- Westlicher Stil
- Spanischer Stil
- Griechischer Stil
- Italienischer Stil
- Französischer Stil
- Aschkenasischer Stil
- Karäischer Stil

## Andere hebräische Schriften
- Hebräische Schreibschrift
- Raschi-Schrift